# Llista de Justos entre les Nacions per país
| País d'origen        | Nombre de Justos entre les Nacions | Notes |
| -------------------- | ---------------------------------- | --- |
| Polònia              | 6532                               | Polònia és el país que té més Justos reconeguts. Als països ocupats pel Tercer Reich, l'ajut i refugi a jueus era fortament castigat. A diferència d'altres llocs, a Polònia això suposava l'execució de tots els membres de la família que hagués amagat jueus a casa.                                                                             |
| Països Baixos        | 5413                               | |
| França               | 3331                               | El gener de 2007 el president francès Jacques Chirac i d'altres dignataris honraren els Justos entre les Nacions de França en una cerimònia al Panteó de París. La Condecoració de la Legió d'Honor fou atorgada a 160 francesos Justos entre les Nacions per llurs esforços per salvar la vida de jueus francesos durant la Segona Guerra Mundial. |
| Ucraïna              | 2363                               | |
| Bèlgica              | 1584                               | |
| Lituània             | 800                                | |
| Hongria              | 764                                | |
| Belarús              | 555                                | |
| Eslovàquia           | 522                                | |
| Alemanya             | 495                                | - Oskar Schindler, un milionari que va perdre gairebé tota la seva fortuna per salvar mil cent jueus dels camps d'extermini nazis. - Elisabeth Flügge (1895-1983), mestressa que fins a la fi de la guerra va ajudar jueus a sobreviure o escapar - Wilm Hosenfeld, oficial de la Wehrmacht.                                                        |
| Itàlia               | 488                                | Entre ells es troba mossèn Ottavio Posta que, el juny del 1944, arriscant la seva vida i amb l'ajut de quinze pescadors i cinc barques va salvar 30 jueus internats al Castell de Guglielmi. |
| Grècia               | 307                                | |
| Rússia               | 174                                | |
| Sèrbia               | 131                                | |
| Letònia              | 129                                | |
| Txèquia              | 108                                | |
| Croàcia              | 102                                | |
| Àustria              | 88                                 | |
| Moldàvia             | 79                                 | |
| Albània              | 69                                 | |
| Romania              | 60                                 | Entre ells es troba el Príncep Constantin Karadja, honrat pel Yad va-Xem per la seva contribució en salvar més de 51.000 jueus. |
| Noruega              | 47                                 | |
| Suïssa               | 45                                 | |
| Bòsnia i Hercegovina | 40                                 | |
| Dinamarca            | 22                                 | |
| Bulgària             | 19                                 | Dimitar Peshev |
| Armènia              | 19                                 | |
| Regne Unit           | 14                                 | |
| Macedònia del Nord   | 10                                 | |
| Suècia               | 9                                  | Raoul Wallenberg |
| Eslovènia            | 6                                  | |
| Espanya              | 4                                  | Ángel Sanz Briz, Eduardo Propper de Callejón, José Ruiz Santaella i Carmen Schrader. |
| Estònia              | 3                                  | |
| Estats Units         | 3                                  | |
| R.P. de la Xina      | 2                                  | |
| Brasil               | 2                                  | Luiz Martins de Souza Dantas i Aracy de Carvalho Guimarães Rosa. |
| Portugal             | 2                                  | Aristides de Sousa Mendes Ambaixador portuguès, qui, en contra de les ordres del seu govern, va donar visats a més de 12.000 jueus, cosa que els va permetre entrar a Portugal. |
| Xile                 | 1                                  | María Edwards Mac-Clure |
| Japó                 | 1                                  | Chiune Sugihara |
| Luxemburg            | 1                                  | Victor Bodson |
| Mèxic                | 1                                  | Gilberto Bosques |
| Turquia              | 2                                  | Selahattin Ülkümen, Necdet Kent |
| Geòrgia              | 1                                  | |
| El Salvador          | 1                                  | Arturo Castellanos |
| Equador              | 1                                  | Manuel Muñoz Borrero |
| Vietnam              | 1                                  | |
| Montenegro           | 1                                  | |
| Total                | 23,788                             | Amb data d'1 de gener de 2011 |

## Font
- Memorial Yad Vashem.